# Hohndorf
Hohndorf är en kommun och ort i Landkreis Erzgebirgskreis i förbundslandet Sachsen i Tyskland. Kommunen har cirka 3 500 invånare.